# Internationaux de Strasbourg 2003
L'Internationaux de Strasbourg 2003 è stato un torneo di tennis giocato sulla terra rossa. È stata la 17ª edizione del Internationaux de Strasbourg, che fa parte della categoria Tier III nell'ambito del WTA Tour 2003. Si è giocato al Centre Sportif de Hautepierre di Strasburgo in Francia, dal 19 al 25 maggio 2003.

## Campionesse

### Singolare
Silvia Farina Elia ha battuto in finale  Karolina Šprem con il punteggio di 6–3, 4–6, 6–4

### Doppio
Sonya Jeyaseelan /  Maja Matevžič hanno battuto in finale  Laura Granville /  Jelena Kostanić Tošić con il punteggio di 6–4, 6–4